# Эмси де Хайнса, Виолета
Виолета Эмси де Хайнса (исп. Violeta Hemsy de Gainza, 25 января 1929 — 7 июля 2023) — аргентинская пианистка и педагог по фортепиано.

## Биография
Виолета Эмси де Хайнса родилась 25 января 1929 года в провинции Тукуман в Аргентине. Она закончила бакалавриат в Национальном университете Тукумана, где получила степень лиценциата музыки по специальности фортепиано. В 1951 году она получила стипендию для повышения квалификации в Педагогическом колледже Колумбийского университета в Нью-Йорке. Позже она училась в Париже у Герды Александер, создательницы концепции «евтонии» (1976), и в Дании (1982). Она написала около 40 публикаций, переведённых на английский, французский, немецкий, итальянский, португальский и голландский языки, начиная от общей музыкальной педагогики, обучения игре на фортепиано и гитаре, заканчивая детскими и юношескими вокальными ансамблями, а также импровизацией и музыкальной терапией. Они часто цитируются в диссертациях и научных статьях.
Виолета была президентом Латиноамериканского форума музыкального образования (FLADEM) с момента его основания в 1995 году до 2005 года. Она была членом правления Международного общества музыкального образования (ISME) с 1986 по 1990 год. Она также была приглашена в качестве члена жюри, преподавателя и лектора университетами, консерваториями, музыкальными и художественными центрами, а также международными организациями, такими как Организация американских государств, ЮНЕСКО, и правительствами, такими как Франция, Германия, Министерство образования Испании и Министерство культуры Колумбии.
В 1989 году Эмси получила диплом Konex Award в области классической музыки.
Она также занялась издательской деятельностью в качестве директора музыкальной коллекции Педагогической библиотеки для издательства Guadalupe, редактора ежегодников ISME на испанском языке, редактора журнала Аргентинской ассоциации музыкальной терапии и содиректора издательской группы Lumen Publishing Group’s Body, Art, and Health Collection.
Эмси была почётным президентом ISME и координатором его Комиссии по музыкальной терапии (1974–1986), а также преподавала в Национальной консерватории Карлоса Лопеса Бучардо и Муниципальной консерватории Мануэля де Фальи в Буэнос-Айресе.
Среди её учеников такие выдающиеся музыканты, как Андрес Каламаро, Клаудио Габис, Фито Паес, Ариэль Рот и Лео Сухатович.

## Избранные труды
- Fundamentos, materiales y técnicas de la educación musical (1984), Editorial Ricordi Americana, ISBN 9789502202167.
- La iniciación musical del niño (1984), Editorial Ricordi Americana, ISBN 9789502202037.
- Método para piano (1984), Editorial Barry, ISBN 9789505400003.
- Música para niños compuesta por niños (1984), Editorial Guadalupe, ISBN 9789505000661.
- A jugar y cantar con el piano (1993), Editorial Guadalupe, ISBN 9789505001842.
- La educación musical frente al futuro (1993), Editorial Guadalupe, ISBN 9789505003037.
- La improvisación musical (1993), Editorial Ricordi Americana, ISBN 9789502202662.
- El cantar tiene sentido (1994), Editorial Ricordi Americana, ISBN 9789502202679.
- Aproximación a la eutonía, conversaciones con Gerda Alexander (1997), Editorial Paidós, ISBN 9789501244205.
- Claudio Gabis: sur, blues y educación musical (2000), Editorial Lumen, ISBN 9789870000242.
- En música in dependencia educación y crisis social (2007), Editorial Lumen, ISBN 9789870006893.
- Conversaciones con Gerda Alexander (2007), Editorial Lumen, ISBN 9789870006817.